# Rui Machado
Rui Machado (* 10. dubna 1984, Faro) je portugalský profesionální tenista. Ve své dosavadní kariéře na okruhu ATP World Tour nevyhrál žádný turnaj. Na challengerech ATP a okruhu Futures získal k září 2011 čtrnáct titulů ve dvouhře a šest ve čtyřhře.
Na žebříčku ATP byl nejvýše ve dvouhře klasifikován v srpnu 2011 na 59. místě a ve čtyřhře pak v lednu téhož roku na 185. místě. K roku 2011 jej trénoval Andre Lopes.

## Finále na challengerech ATP a okruhu Futures

### Čtyřhra: 11 (6–5)
| Legenda (tituly ve čtyřhře) |
| --------------------------- |
| Challengery (1)             |
| Futures (5)                 |

#### Vítěz (6)
| Č. | Datum              | Turnaj            | Povrch     | Spoluhráč               | Finalisté                            | Výsledek      |
| 1. | 23. srpna 2004     | F18, Vigo         | antuka     | Martin Vilarrubi        | David Marrero & Carlos Rexach Itoiz  | 2–6, 6–3, 6–3 |
| 2. | 6. prosince 2004   | F32, Gran Canaria | antuka (h) | David De Miguel         | Dušan Karol & Roberto Menendez       | 4–6, 7–5, 7–5 |
| 3. | 27. listopadu 2005 | F33, Gran Canaria | antuka     | David De Miguel         | Pablo Andújar & Dušan Karol          | 4–6, 6–4, 6–4 |
| 4. | 3. dubna 2006      | F2, Faro          | tvrdý      | Marcel Granollers       | Sebastian Fitz & Franko Skugor       | 6–1, 6–1      |
| 5. | 9. července 2007   | F24, Málaga       | antuka     | Gonçalo Nicau           | Carlos Gonzalez & Sergio Pérez-Pérez | 6–4, 6–0      |
| 6. | 25. července 2010  | Poznaň            | antuka     | Daniel Muñoz-De La Nava | James Cerretani Adil Shamasdin       | 6–2, 6–3      |

### Dvouhra: 22 (15–7)
| Legenda (dvouhra) |
| ----------------- |
| Challengery (8–2) |
| Futures (7–5)     |

| Stav      | Č.  | Datum              | Turnaj                      | Povrch   | Soupeř ve finále             | Výsledek                |
| Finalista | 1.  | 11. srpna 2003     | Španělsko F16, Denia        | antuka   | José Antonio Sánchez-de Luna | 6–3, 6–2                |
| Finalista | 2.  | 6. prosince 2004   | Spain F32, Gran Canaria     | antuka   | Daniel Muñoz-De La Nava      | 5–7, 7–6(9–7), 7–6(7–4) |
| Finalista | 3.  | 14. listopadu 2005 | Španělsko F32, Gran Canaria | antuka   | Ivo Klec                     | 6–3, 6–3                |
| Vítěz     | 1.  | 27. listopadu 2005 | Španělsko F33, Gran Canaria | antuka   | Ivo Klec                     | 2–6, 6–3, 6–3           |
| Finalista | 4.  | 12. prosince 2005  | Španělsko F34, Pontevedra   | tvrdý    | Gorka Fraile                 | 6–1, 6–7(1–7), 7–6(7–3) |
| Finalista | 5.  | 27. března 2006    | Portugalsko F3, Faro        | tvrdý    | Frederico Gil                | 7–6(7–4), 1–6, 6–4      |
| Vítěz     | 2.  | 25. února 2008     | Itálie F1, Bari             | Clay (i) | Daniel Stoehr                | 6–2, 6–3                |
| Vítěz     | 3.  | 3. března 2008     | Portugalsko F4, Faro        | tvrdý    | Frederic Jeanclaude          | 6–2, 2–6, 6–4           |
| Vítěz     | 4.  | 10. března 2008    | Portugalsko F5, Lagos       | tvrdý    | Thiemo de Bakker             | 6–4, 6–3                |
| Vítěz     | 5.  | 24. března 2008    | Portugalsko F6, Albufeira   | tvrdý    | Carsten Ball                 | 6–2, 6–2                |
| Vítěz     | 6.  | 14. dubna 2008     | Španělsko F13, Loja         | antuka   | Pere Riba                    | 6–3, 3–6, 6–1           |
| Vítěz     | 7.  | 26. května 2008    | Itálie F13, Neapol          | antuka   | Antonio Pastorino            | 6–4, 3–6, 7–6(7–1)      |
| Vítěz     | 8.  | 1. března 2009     | Meknes                      | antuka   | David Marrero                | 6–2, 6–7(6–8), 6–3      |
| Vítěz     | 9.  | 12. dubna 2009     | Athény                      | tvrdý    | Daniel Muñoz-De La Nava      | 6–3, 7–6(7–4)           |
| Finalista | 6.  | 28. února 2010     | Meknes                      | antuka   | Alexandr Dolgopolov          | 7–5, 6–2                |
| Vítěz     | 10. | 4. dubna 2010      | Neapol                      | antuka   | Federico del Bonis           | 6–4, 6–4                |
| Vítěz     | 11. | 17. října 2010     | Asunción                    | antuka   | Ramón Delgado                | 6–2, 3–6, 7–5           |
| Vítěz     | 12. | 26. března 2011    | Marakéš                     | antuka   | Maxime Teixeira              | 6–3, 6–7(7–8), 6–4      |
| Vítěz     | 13. | 5. června 2011     | Rijeka                      | antuka   | Grega Žemlja                 | 6–3, 6–0                |
| Vítěz     | 14. | 24. července 2011  | Poznaň                      | antuka   | Jerzy Janowicz               | 6–3, 6–3                |
| Vítěz     | 15. | 18. září 2011      | Szczecin                    | antuka   | Éric Prodon                  | 2–6, 7–5, 6–2           |
| Finalista | 7.  | 22. duben 2012     | Rome                        | antuka   | Roberto Bautista-Agut        | 6–7(9–7), 6–4, 6–3      |